# Heldenlied
El Heldenlied (en alemán, "canción heróica"; plural: Heldenlieder) es un cantar de gesta o saga germánica en verso en la que se exaltaban las hazañas de héroes famosos. Es la literatura alemana más temprana transmitida oralmente. Contenía himnos relacionados con ritos religiosos paganos, cantos de batalla y lamentaciones por los difuntos. Surge como creación artística a partir del tiempo de la migración de los pueblos germanos. 

## El Heldenlied como género literario
Un Heldenlied es un poema corto de épica en verso, en cuyo centro se destaca una figura de la era heroica. Los Heldenlieder son en la mayoría de las culturas la forma poética más temprana de la saga del héroe. Son generalmente anónimos. Pertenecen aún a una fase de la tradición oral y se transmitieron sobre todo solo por azar o por escrito en compilaciones más tardías. Por lo tanto, han llegado a nuestros días sólo en forma fragmentaria.

## Heldenliederen la literatura alemana
Los primeros registros escritos de las tribus germanas databan del siglo VII. Hay, sin embargo, evidencia de una literatura más temprana transmitida oralmente, que consistía en pequeños Heldenlieder. Aunque ninguno de estos cantos se registró alguna vez en la escritura, su esencia formó la base de épica heroica popular.
- Datos: Q1601740